# Dr. Luizinho
Luiz Antônio de Souza Teixeira Júnior, mais conhecido como Doutor Luizinho (Rio de Janeiro, 15 de dezembro de 1973) é um médico e político brasileiro filiado ao Progressistas (PP). Atualmente é deputado federal pelo Rio de Janeiro, onde por duas vezes foi secretário estadual de saúde.

## Biografia
É médico ortopedista, especialista em traumatologia e esporte com MBA Executivo em Saúde pelo Instituto de Pós-Graduação e Pesquisa em Administração da Universidade Federal do Rio de Janeiro (Coppead – UFRJ). Antes de entrar para a política, fundou sua primeira clínica particular aos 30 anos, foi vice-presidente e secretário geral do Cosems RJ entre 2013 e 2015 e membro do Conselho Brasileiro dos Executivos em Saúde (CBEXS). Em 2013, assumiu a secretaria municipal de saúde de Nova Iguaçu durante a gestão de Nelson Bornier, permanecendo até 2015. No final do mesmo ano, foi convidado pelo então governador Luiz Fernando Pezão a assumir a secretaria estadual de Saúde a partir do dia 1° de janeiro de 2016, onde permaneceu até o início de abril de 2018, quando deixa o cargo para se candidatar a deputado federal nas eleições de outubro do mesmo ano.

### Carreira política
Foi eleito para seu primeiro mandato na Câmara dos Deputados com 103 745 votos, sendo o mais votado do Progressistas no estado e o décimo primeiro no geral.
No Congresso, presidiu a Comissão Externa de Enfrentamento à Covid-19, única que funcionou no parlamento durante o ano de 2020 e que foi fundamental para convencer o Governo Federal a aportar recursos na pesquisa da vacina de Oxford-AstraZeneca, permitindo à Fiocruz firmar acordo para produzir o imunizante.[carece de fontes?] Em 2021, Luizinho foi eleito presidente da Comissão de Seguridade Social e Família. 
Em março de 2021, o deputado protocolou um projeto que dava desconto no Imposto de Renda a empresas e pessoas que contratarem leitos privados para uso do Sistema Único de Saúde (SUS). Outro projeto seu, aprovado por votação simbólica na Câmara em abril, cria uma carteira digital de vacinação.
Foi reeleito deputado federal nas eleições de 2022 com 190 071 votos, a quarta maior votação do estado. No início de 2023, porém, se licenciou do mandato para reassumir a secretaria estadual de saúde do Rio de Janeiro, a convite do governador fluminense Cláudio Castro. Deixou a pasta em 12 de setembro de 2023 para retornar à Câmara dos Deputados, assumindo a liderança do Progressistas na casa.
O deputado chegou a ser considerado para o cargo de ministro da Saúde, numa possível substituição da ministra Nísia Trindade por uma indicação do Centrão. Não foi a primeira vez que Dr. Luizinho foi considerando para o cargo; durante o governo Bolsonaro, ele também chegou a ser considerado como possível substituto do general Eduardo Pazuello. Preterido, a não indicação acabou gerando maior tensão entre o Centrão e o presidente.
Em outubro de 2024, descobriu-se que pacientes que receberam órgãos transplantados pelo SUS haviam sido contaminados com o vírus HIV, após exames feitos por um laboratório privado contratado pela Fundação Saúde. O laboratório responsável tinha como sócios parentes de Luizinho (um primo e o marido da tia). A irmã do deputado também trabalhava na Fundação Saúde e foi posteriormente exonerada.
Em entrevista ao Globo, Dr. Luizinho questionou: "se um parente meu puxar uma arma e matar alguém, eu que sou o culpado?". Segundo o jornal Metrópoles, o escândalo do laboratório acabou com a possibilidade de Luizinho suceder no cargo o presidente da Câmera, Arthur Lira, que não mais bancaria sua candidatura com o receio de novas investigações. O Diário do Rio se questionou se essa foi a morte política de Dr. Luizinho, ressalvando, no entanto, que se o deputado souber administrar bem a repercussão do escândalo logo estará de volta.
O deputado apresentou um projeto de lei (n.º 3327/2024) modificando o Código Brasileiro de Aeronáutica para tornar obrigatório apetrechos de segurança para situações anormais de voo, a exemplo de um paraquedas para a própria aeronave. O projeto foi criticado por não possuir viabilidade técnica.